# 에두 살레스
에두아르두 중케이라 살레스(Eduardo Junqueira Sales) 또는 에두 살레스(Edu Sales, 1977년 12월 13일 ~)는 브라질의 축구 선수이다. 포지션은 공격수이며 K리그 전북 현대 모터스에서 활약했었다. K리그 등록명은 에듀이다.